# Batalla de Asiago
La Ofensiva de Südtirol, también conocida como la Batalla del Asiago o Batalla de las Mesetas (en italiano: Battaglia degli Altipiani), apodada Strafexpedition ("Expedición punitiva") por las fuerzas austro-húngaras, fue una ofensiva lanzada por el Imperio austro-húngaro en el territorio de Alpes Vicentinos en el Frente italiano el 15 de mayo, durante la Primera Guerra Mundial. Fue un ataque inesperado que tuvo lugar cerca de Asiago en la provincia de Vicenza (actualmente en el noroeste de Italia, anteriormente situado entre el Reino de Italia y Austria-Hungria) después de la Quinta batalla del Isonzo (marzo de 1916)
El Asiago War Memorial conmemora esta batalla y a los soldados muertos en la Primera Guerra Mundial.

## Trasfondo
Hacía un tiempo que el comandante en jefe austro-húngaro, Franz Conrad von Hötzendorf, proponía la idea de una Strafexpedition que paralizara letalmente a Italia, ex aliada de Austria-Hungría, a la que se le acusaba de traicionar a la Triple Alianza y en años anteriores había mandado a estudiar la frontera para formular estudios con vistas a una posible invasión.
El problema parecía grave, sobre todo porque las fronteras atravesaban por altas montañas y los limitados avances italianos de 1915 habían empeorado la situación y excluido un gran avance más allá de los valles de Valsugana y Val Lagarina (ambos conectados por ferrocarril) y las mesetas de Lavarone,Folgariay Asiago.
La ubicación geográfica de las rutas de avance favorecía el plan original, que proponía una ofensiva desde Trento hacia Venecia, con el objetivo de aislar al 2.º y 3.º, Ejércitos italianos, que luchaban en el Isonzo, y al 4.º Ejército italiano, que defendía la región de Belluno y el este del Trentino.
Los preparativos para la batalla comenzaron en diciembre de 1915, cuando Franz Conrad von Hötzendorf propuso a su homólogo alemán, el general Erich von Falkenhayn, transferir divisiones del Frente Oriental en Galicia al Tirol, sustituyéndolas por divisiones alemanas.  Su solicitud fue rechazada porque Alemania aún no estaba en guerra con Italia (que declararía la guerra a Alemania tres meses después), y porque él redespliegue de unidades alemanas en el Frente Italiano habría reducido la capacidad ofensiva alemana contra Rusia, así como contra Francia en la ofensiva prevista en Verdún. 
Tras recibir una respuesta negativa de los alemanes, quienes rechazaron el reemplazo propuesto y trataron activamente de desanimar el ataque planificado por los austrohúngaros, Conrad von Hötzendorf decidió actuar de manera autónoma.  El 11.º Ejército austrohúngaro, bajo el mando del conde Viktor Dankl, lideraría la ofensiva, seguido por el 3.º Ejército al mando de Hermann Kövess. Sin embargo, la tarea no sería fácil, ya que los italianos habían desplegado en la zona unos 250,000 soldados bien atrincherados (el Primer Ejército del general Brusati y parte del Cuarto Ejército). La inteligencia italiana llevaba cerca de un mes recopilando información sobre una inminente ofensiva enemiga en Trentino —y de gran magnitud—, pero Cadorna desestimó esos informes, convencido de que nada importante podría ocurrir en esa región. 

## La batalla
El 15 de mayo de 1916, 2.000 piezas de artillería austrohúngara desataron un intenso bombardeo contra las líneas italianas, incendiando Trentino. La infantería austrohúngara lanzó un ataque a lo largo de un frente de 50 kilómetros. Los flancos italianos resistieron, pero el centro cedió, permitiendo a los austrohúngaros abrirse paso y amenazar con alcanzar el inicio de la llanura veneciana.La ofensiva desbordó al infra equipado y desorganizado Primer Ejército italiano, y con Vicenza a solo 30 kilómetros de distancia, todas las fuerzas italianas en el Isonzo quedarían expuestas a ser flanqueadas. 
Cadorna envió apresuradamente refuerzos al Primer Ejército y desplegó el recién formado Quinto Ejército, bajo el mando de Pietro Frugoni, para enfrentar al enemigo en caso de que lograran entrar en la llanura. La situación era crítica, pero el uso de reservas y la sustitución de varios comandantes italianos considerados ineptos mejoraron gradualmente la situación. 
El 20 de mayo, las tropas austrohúngaras avanzaron hacia la meseta de Asiago y, para el 28 de mayo, Asiago había caído. Sin embargo, los austríacos estaban exhaustos, con pocas municiones y líneas de suministro débiles, y para finales de mayo no lograron irrumpir en las tierras bajas. 
La nueva línea defensiva italiana en los montes Pasubio, Novegno, Zugna, el paso de Buole y el valle del Astico resistió y repelió repetidos ataques austrohúngaros. El 2 de junio, las tropas italianas iniciaron su contraofensiva, recuperando terreno de manera gradual.
Además, el 4 de junio, los rusos tomaron inesperadamente la iniciativa en Galicia, donde lograron ingresar al territorio austrohúngaro. Aunque fueron contrarrestados eficazmente por tropas alemanas y austrohúngaras, Hötzendorf se vio obligado a retirar rápidamente la mitad de sus divisiones de Trentino. Con ello, la Strafexpedition ya no pudo ser sostenida y los austrohúngaros se retiraron de muchas de sus posiciones. Las tropas italianas en la región se incrementaron a 400,000 para contrarrestar las posiciones austrohúngaras. 